# Gábor Csupó
Gábor Csupó (ungarisch: Csupó Gábor, * 29. September 1952 in Budapest) ist ein ungarischer Animator, Schriftsteller, Regisseur und Musikproduzent.

## Leben
Gábor Csupó besuchte für vier Jahre die Kunstschule, bevor er 1971 bei den Pannonia Filmstudios seine Ausbildung im Bereich Animation begann. 1975 verließ er das kommunistische Ungarn. Zusammen mit vier anderen Künstlern (inkl. Leslie Mandoki) floh er durch den Karawankentunnel nach Österreich. Nach Zwischenstationen in Westdeutschland und Dänemark landete er schließlich in Stockholm. Er arbeitete dort in einem Animationsstudio eines Freundes und lernte 1978 seine zukünftige Frau und Geschäftspartnerin Arlene Klasky kennen. 1979 zog er nach Hollywood, wo er Arlene Klasky heiratete und bei den Hanna-Barbera-Studios als Animator arbeitete. 1981 gründete er mit seiner Frau das Animationsstudio Klasky Csupo. 
Den Durchbruch hatte das Studio 1988 mit den Simpsons Shorts, die in der Tracey Ullman Show zu sehen waren. Durch den Erfolg der Shorts wurde er auch als Produzent für die ersten drei Staffeln der Serie Die Simpsons engagiert. In den folgenden Jahren produzierte das Studio unter anderem die Rugrats, Duckman und Aaahh!!! Monster.
1994 gründete er die Plattenfirma Tone Casualties, mit der er experimentelle Musik von Holger Czukay, Drew Neumann, Paul Schütze, Kuroi Mori, Borut Kržišnik, Wahorn, Controlled Bleeding und seiner eigenen Arbeit veröffentlichte. Gábor Csupó designte außerdem das Cover des 1996 erschienenen Albums The Lost Episodes seines verstorbenen Freundes Frank Zappa.
Er hat fünf Kinder, zwei davon sind von seiner Geschäftspartnerin und Ex-Frau Arlene Klasky und drei von seiner zweiten Frau Bret Crain.

## Filmografie (Auswahl)
- 1980: Dance
- 1989: Shadrach
- 1990: Alexander and the Terrible, Horrible, No Good, Very Bad Day
- 1991–1992: Die Simpsons (The Simpsons)
- 1993: Recycle Rex
- 2007: Brücke nach Terabithia (Bridge to Terabithia)
- 2008: Immigrants (L.A. Dolce Vita)